# Chiasmocleis
Chiasmocleis ist eine Froschgattung aus der Unterfamilie Gastrophryninae aus der Familie der Engmaulfrösche. 2014 wurde die Gattung mit der verwandten Gattung Syncope zusammengelegt.

## Beschreibung
Die Pupillen sind rund. Die Zunge ist elliptisch, ganzrandig und in der hinteren Hälfte frei abhebbar. Gaumenzähne fehlen. Zwischen den winzigen Tubae eustachii verläuft eine kurze häutige Querleiste. Das Trommelfell ist unsichtbar. Die Finger und Zehen enden spitz und besitzen einfache knöcherne Endphalangen. Schwimmhäute fehlen. Die Praecoracoide sind knorpelig, am Vorderrand schwach verknöchert und verlaufen in einem konvexen Bogen nach vorne. Das Omosternum fehlt. Das Sternum ist eine ankerförmige Knorpelplatte. Die Querfortsätze des Sakralwirbels sind stark verbreitert.

## Vorkommen
Die Gattung kommt zwischen Panama und dem tropischen Südamerika nördlich und östlich der Anden vor.

## Systematik
Die Gattung Chiasmocleis wurde 1904 von Lajos Méhelÿ erstbeschrieben. 2012 wurden einige Arten der Gattung Chiasmocleis in die Gattung Syncope transferiert und Elachistocleis panamensis wurde von Chiasmocleis in die Gattung Elachistocleis gestellt. 2014 wurden Chiasmocleis und Syncope jedoch zusammengelegt.
Vor der Zusammenlegung umfasste Syncope acht Arten:
- Syncope antenori Walker, 1973
- Syncope bassleri (Dunn, 1949)
- Syncope carvalhoi Nelson, 1975
- Syncope hudsoni (Parker, 1940)
- Syncope jimi (Caramaschi & Cruz,2001)
- Syncope magnova (Moravec & Köhler, 2007)
- Syncope supercilialbus (Morales & McDiarmid, 2009)
- Syncope tridactyla (Duellman & Mendelson, 1995)

Nach der Prioritätsregel wurde der ältere Name Chiasmocleis auf die gesamte Gattung angewandt.
Diese Gattung umfasst derzeit 37 Arten:
Stand: 2. November 2022
- Chiasmocleis abofoa Rojas-Padilla, Gagliardi-Urrutia, Rios-Alva & Castroviejo-Fisher, 2022
- Chiasmocleis alagoana Cruz, Caramaschi & Freire, 1999
- Chiasmocleis albopunctata (Boettger, 1885)
- Chiasmocleis anatipes Walker & Duellman, 1974
- Chiasmocleis altomontana Forlani, Tonini, Cruz, Zaher & de Sá, 2017[6]
- Chiasmocleis antenori (Walker, 1973)
- Chiasmocleis atlantica Cruz, Caramaschi & Izecksohn, 1997
- Chiasmocleis avilapiresae Peloso & Sturaro, 2008
- Chiasmocleis bassleri Dunn, 1949
- Chiasmocleis bicegoi Miranda-Ribeiro, 1920
- Chiasmocleis capixaba Cruz, Caramaschi & Izecksohn, 1997
- Chiasmocleis carvalhoi Cruz, Caramaschi & Izecksohn, 1997
- Chiasmocleis centralis Bokermann, 1952
- Chiasmocleis cordeiroi Caramaschi & Pimenta, 2003
- Chiasmocleis crucis Caramaschi & Pimenta, 2003
- Chiasmocleis devriesi Funk & Cannatella, 2009
- Chiasmocleis gnoma Canedo, Dixo & Pombal, 2004
- Chiasmocleis haddadi Peloso, Sturaro, Forlani, Gaucher, Motta & Wheeler, 2014[1]
- Chiasmocleis hudsoni Parker, 1940
- Chiasmocleis jacki Fouquet, Rodrigues, & Peloso, 2022
- Chiasmocleis lacrimae Peloso, Sturaro, Forlani, Gaucher, Motta & Wheeler, 2014[1]
- Chiasmocleis leucosticta (Boulenger, 1888)
- Chiasmocleis magnova Moravec & Köhler, 2007
- Chiasmocleis mantiqueira Cruz, Feio & Cassini, 2007
- Chiasmocleis mehelyi Caramaschi & Cruz, 1997
- Chiasmocleis migueli Forlani, Tonini, Cruz, Zaher & de Sá, 2017[6]
- Chiasmocleis papachibe Peloso, Sturaro, Forlani, Gaucher, Motta & Wheeler, 2014[1]
- Chiasmocleis parkeri Almendáriz C., Brito-M., Batallas-R., Vaca-Guerrero & Ron, 2017[7]
- Chiasmocleis quilombola Tonin, Forlani & de Sá, 2014
- Chiasmocleis royi Peloso, Sturaro, Forlani, Gaucher, Motta & Wheeler, 2014[1]
- Chiasmocleis sapiranga Cruz, Caramaschi & Napoli, 2007
- Chiasmocleis schubarti Bokermann, 1952
- Chiasmocleis shudikarensis Dunn, 1949
- Chiasmocleis supercilialba Morales & McDiarmid, 2009
- Chiasmocleis tridactyla (Duellman & Mendelson, 1995)
- Chiasmocleis ventrimaculata (Andersson, 1945)
- Chiasmocleis veracruz Forlani, Tonini, Cruz, Zaher & de Sá, 2017[6]

Chiasmocleis jimi Caramaschi & Cruz, 2001 wurde mit Chiasmocleis hudsoni Parker, 1940 synonymisiert.